# ジェームズ・ブッチェリ
ジャームズ・フランシス・ブッチェリ（James Francis Buccheri　1968年11月12日）はアメリカ合衆国ニューヨーク州ニューヨーク市ブルックリン区出身の元プロ野球選手。
ポジションは外野手。右投右打。
多くの国際経験を持ち、30代後半のベテランになっても代表に招集されていた俊足巧打の外野手。
2006年にはワールド・ベースボール・クラシックでイタリア代表に選出された。

## 経歴

### マイナー時代
1988年、MLBドラフト24巡目（全体619位）でオークランド・アスレチックスから指名され入団。A-級サザン・オレゴン・アスレチックスでプレー。
1989年はA級マディソン・マスキーズでプレー。
1990年はA+級モデスト・アスレチックスとAA級ハンツビル・スターズでプレー。
1991年は前年に続きハンツビルでプレー。
1992年はA+級リノ・シルバーソックスでプレーし、AA級ハンツビルに復帰。その後AAA級タコマ・タイガースに昇格。
1993年はAAA級タコマ、A+級モデストでプレー。
1994年はAAA級タコマでプレーした。
1995年、モントリオール・エクスポズに移籍。AAA級オタワ・リンクスでプレー。
1996年はAAA級オタワでプレー。
1997年、エクスポズ退団後、メキシカンリーグのメキシコシティー・タイガースに入団。その後タンパベイ・デビルレイズに移籍。A+級セントピーターバーグ・デビルレイズでプレー。
1998年はAAA級ダーラム・ブルズでプレー。
1999年、ニューヨーク・メッツに移籍。AA級ビンガムトン・メッツでプレー後、タンパベイ・デビルレイズに復帰。AA級オーランド・レイズ、AAA級ダーラムでプレーした。
2000年はAAA級ダーラムでプレー。オフに引退。

### 現役復帰、イタリアへ
2002年、セリエAのリミニ・ベースボールクラブで現役復帰。
2004年、アテネオリンピックにイタリア代表として出場。
2005年に行われたヨーロッパ野球選手権大会のイタリア代表に選出された。
2006年に行われたワールド・ベースボール・クラシックのイタリア代表に選出された。
2007年、5年間プレーしたリミニを去り、T&Aサンマリノに移籍。
2010年、ダネッシ・カフェ・ネットゥーノに移籍。
2012年、モンテパスキ・オリオールズ・グロセットに移籍。
2013年、テレマーケット・リミニに復帰。